# Elafonisi
För andra betydelser, se Elafonisos.
Elafonisi (även Elafonisos) är en obebodd ö i Grekland. Den ligger i prefekturen Chania och regionen Kreta, i den södra delen av landet, 300 km söder om huvudstaden Aten. Elafonisi är belägen utanför sydvästra Kreta. Den är förbunden med Kreta genom ett sandrev. Endast ett smalt sund skiljer Elafonisi från Kreta och det går att vada ut till ön. Sandrevet är en vacker och bland turister populär badstrand.[källa behövs] Mittemot Elafonisi, på Kretas sydvästliga strand, ligger den lilla byn Elafonisi. Längst ut på ön står en fyr.

## Galleri

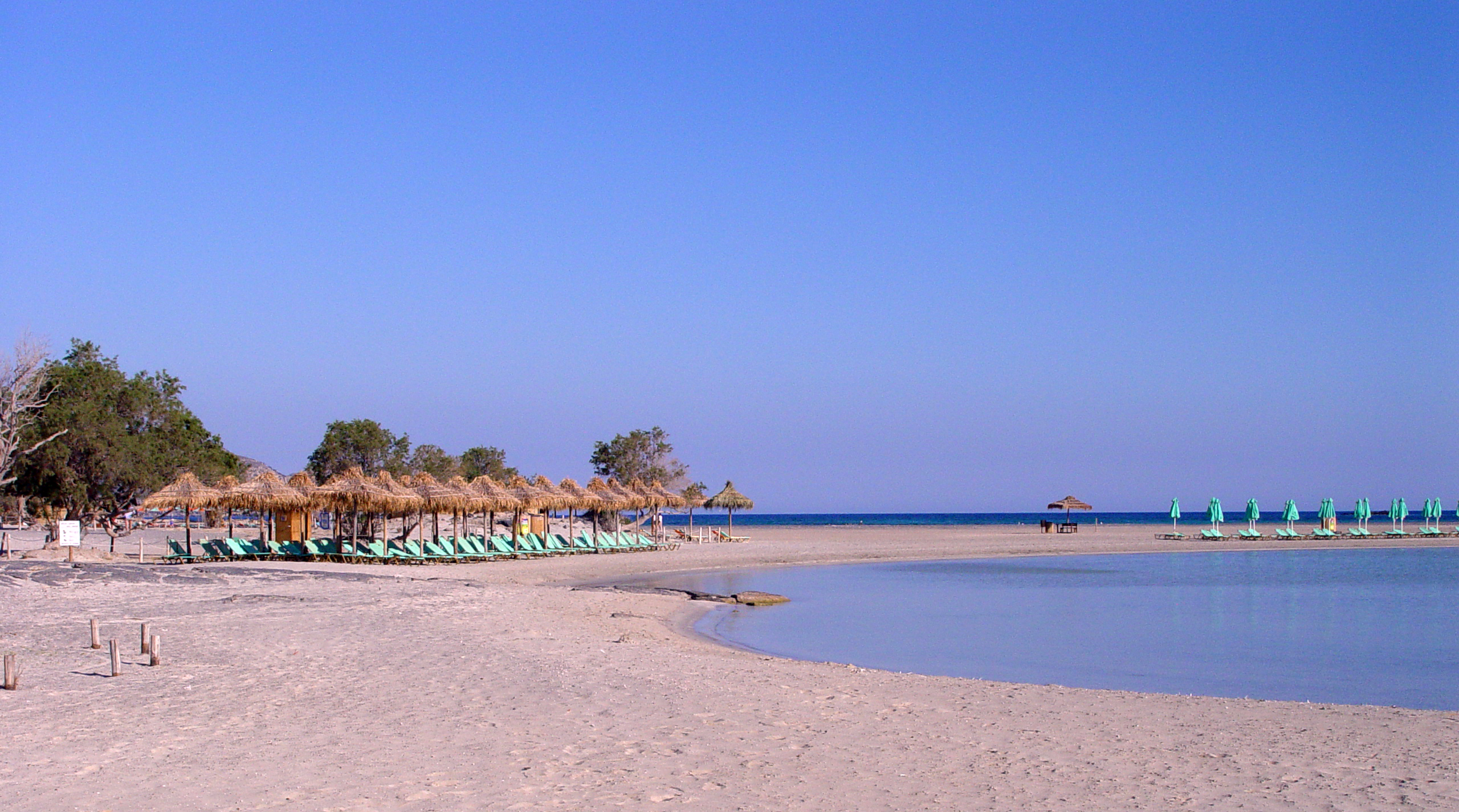
Stranden vid Elafonisi. Ön är förbunden med Kreta genom ett sandrev som är en omtyckt badstrand.
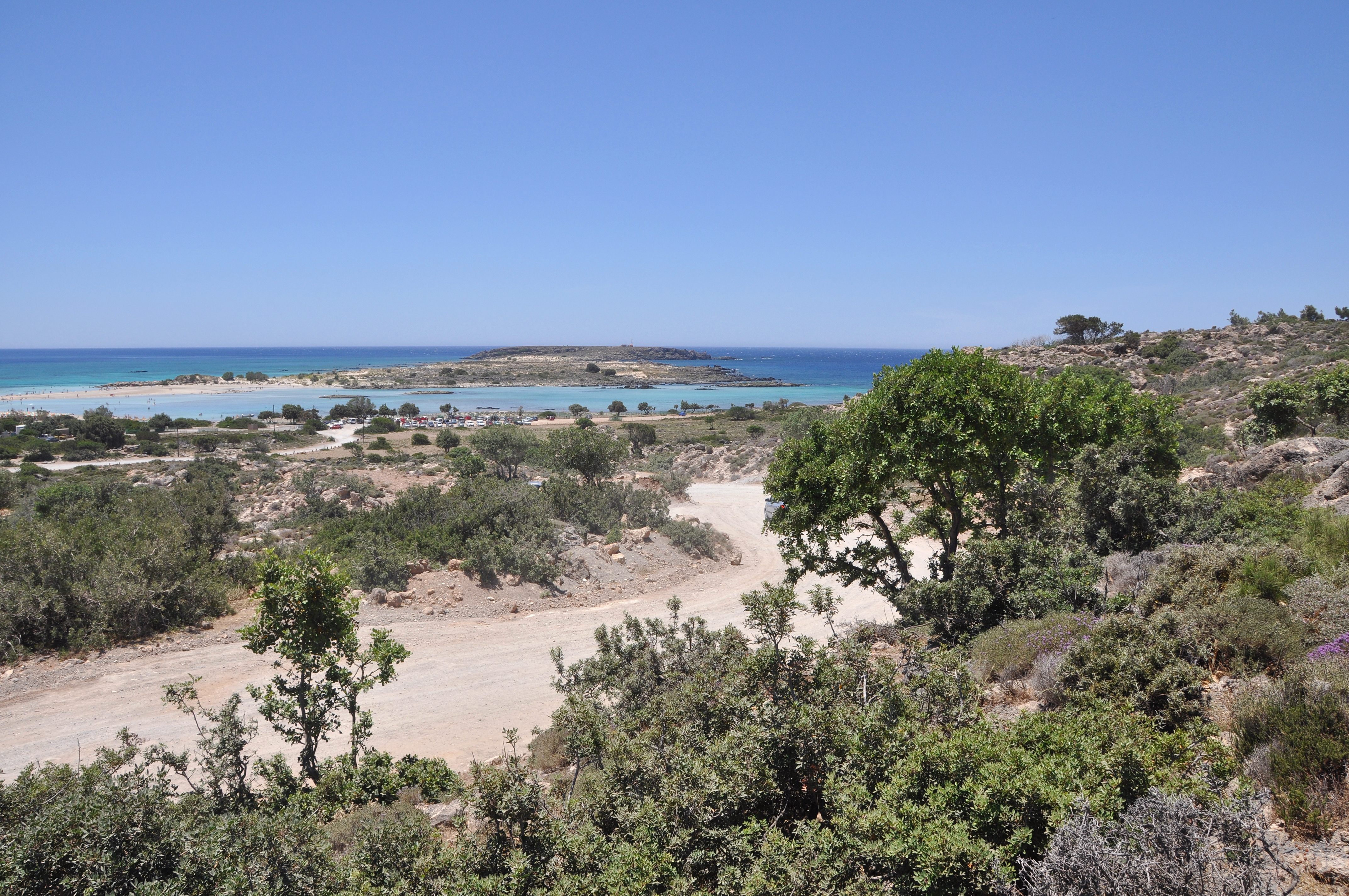
Elafonisi i bakgrunden, Kretas kustlandskap i förgrunden.
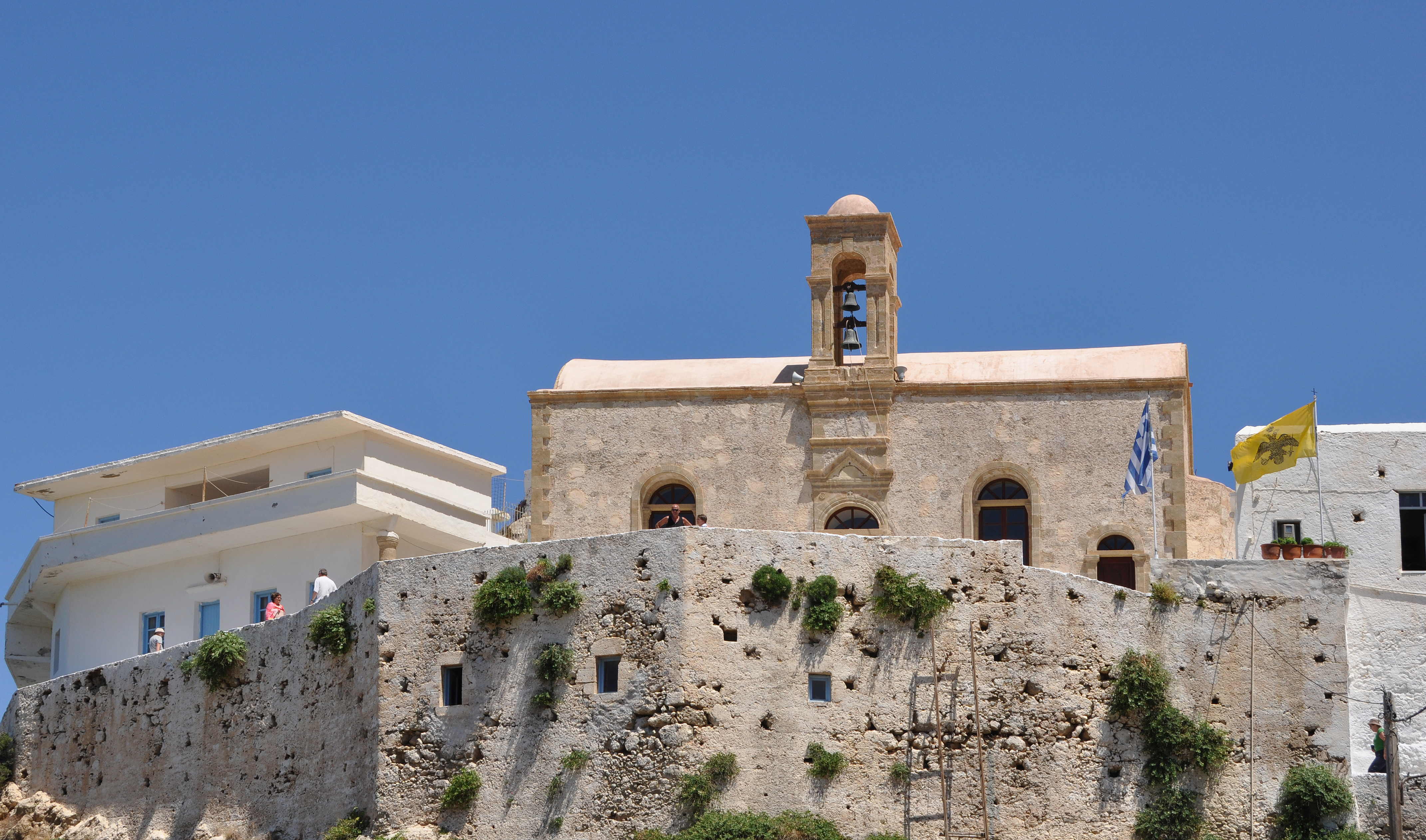
Klostret Chrysoskalitissa från 1600-talet ligger vid byn Elafonisi på Kreta.
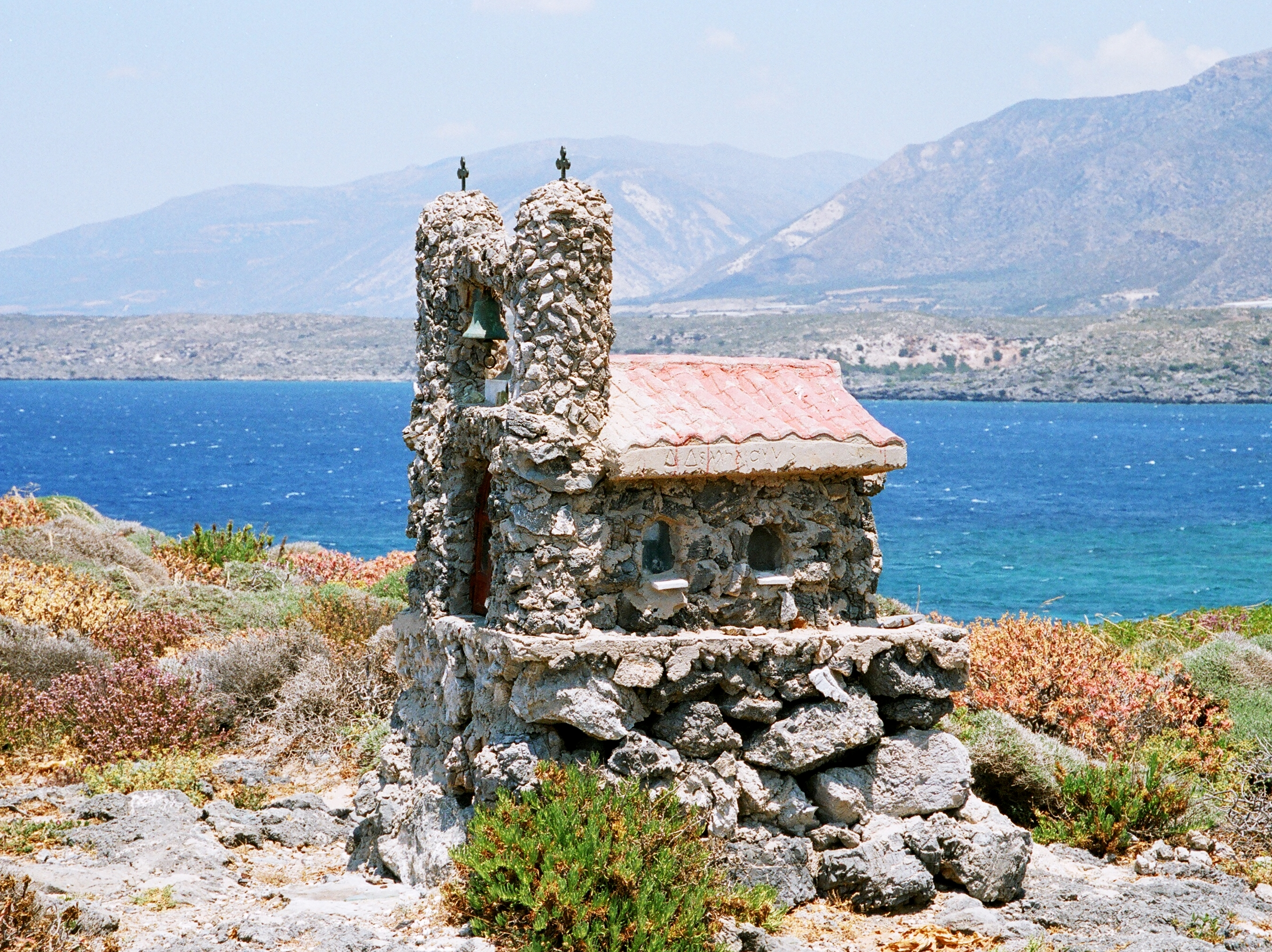
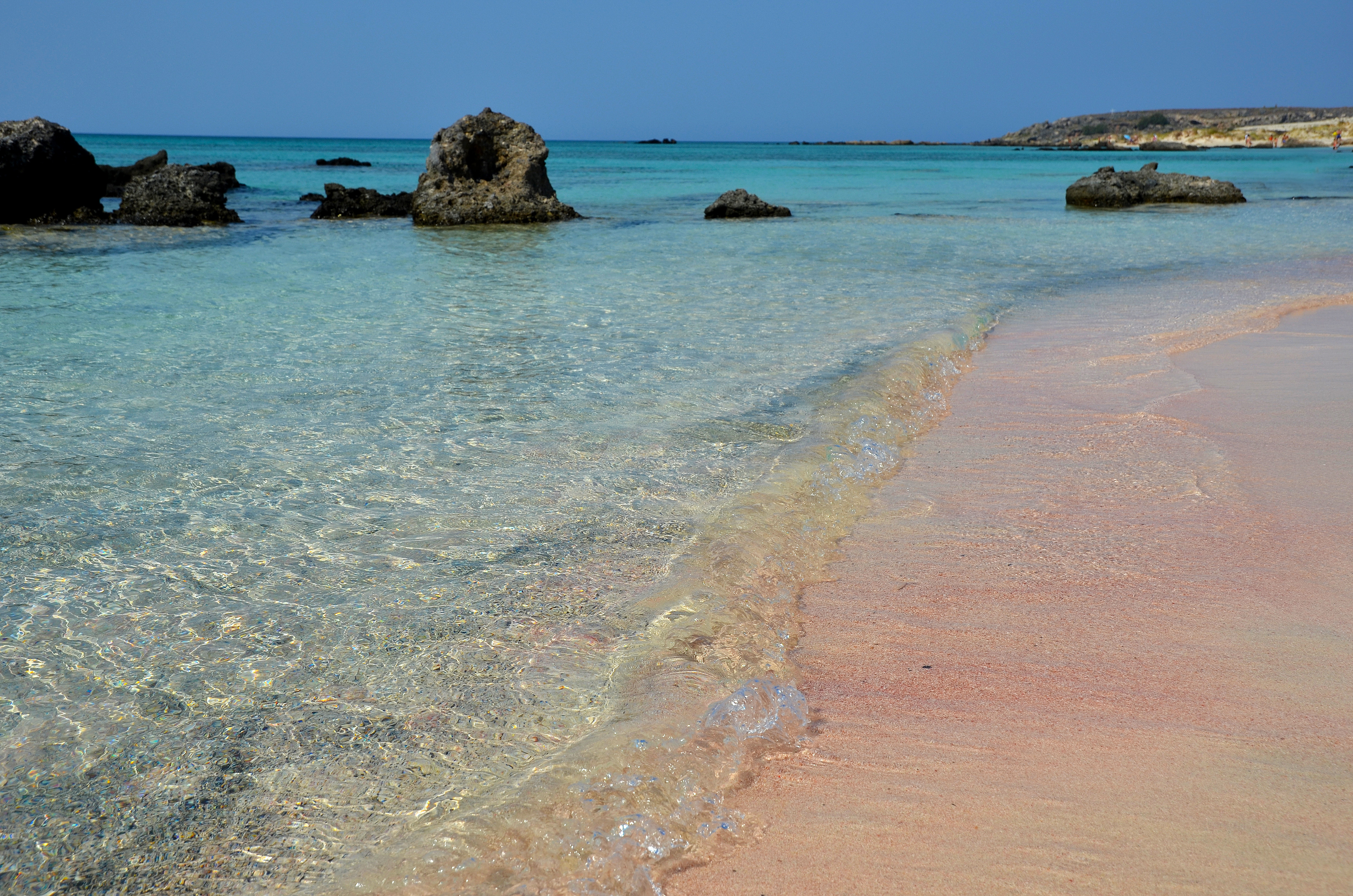
Den vita sanden skimrar i rosa.